# Ghattakamadenahalli, Bangarapet
Ghattakamadenahalli là một làng thuộc tehsil Bangarapet, huyện Kolar, bang Karnataka, Ấn Độ.